# دادین سفلی
دادین سفلی، روستایی از توابع بخش جره و بالاده شهرستان کازرون در استان فارس است.

## جمعیت
این روستا در دهستان دادین قرار دارد و براساس سرشماری مرکز آمار ایران در سال ۱۳۸۵، جمعیت آن ۴۶۶ نفر (۹۵خانوار) بوده‌است.